# Grupo BIG
Grupo BIG foi uma empresa joint venture com atuação no comércio varejista brasileira controlada pela firma de private equity Advent, em sociedade com o Walmart. Dona de várias das principais marcas do setor no Brasil, sendo integrantes de seu portfólio negócios como o BIG, BIG Bompreço, Super Bompreço, TodoDia, Maxxi Atacado, Sam's Club e Nacional. Foi a terceira maior empresa varejista, de acordo com o ranking da Sociedade Brasileira de Varejo e Comércio de 2018, contando com 438 lojas e 55.000 funcionários. De agosto de 2019 até seu encerramento, utilizou a marca Grupo BIG, em substituição ao nome anteriormente utilizado, Walmart Brasil.
Encerrou suas atividades em 7 de junho de 2022, quando foi incorporado ao Carrefour Brasil.

## História

### Antecedentes
A empresa surgiu a partir da abertura do primeiro Sam's Club no país, pela rede Walmart em 1995. Logo em seguida, abriu a primeira loja focada no segmento de hipermercados na cidade de Osasco, em São Paulo, ainda em 1995. A rede começou a expansão pela região Sudeste nos anos que se sucederam.
Em março de 2004, adquiriu a rede Bompreço, de propriedade do holandês Royal Ahold, por US$ 300 milhões. A aquisição trouxe 118 novos pontos de venda. Com a aquisição, o grupo norte-americano pulou da sexta para a terceira posição no ranking dos maiores supermercadistas brasileiros. Concomitante a isso, o brasileiro Unibanco adquiriu a Hipercard, divisão responsável por administrar os cartões private label do Bompreço. A aquisição custou US$ 215 milhões e acrescentou cerca de 2,3 milhões de clientes a carteira do banco brasileiro.
No final de 2005, o grupo adquiriu a operação de varejo do Sonae no Brasil. A aquisição englobou as marcas BIG, Mercadorama, Nacional e Maxxi e custou R$ 1,7 bilhão. Á época da aquisição, o Sonae tinha 135 lojas, nos estados de Santa Catarina, Paraná e Rio Grande do Sul, e faturamento bruto da ordem de R$ 4,33 bilhões.
Em 2011, trouxe para o Brasil a estratégia de preço que o levou a conquistar o mercado nos Estados Unidos e a tornar-se o maior varejista do mundo: o “Preço Baixo Todo Dia” (PBTD). Única no mercado brasileiro, essa estratégia buscava comunicar ao consumidor um compromisso de preço baixo constante no total da cesta de compra. Em sete anos, se investiu forte na comunicação do PBTD e no formato hipermercado.
No fim de 2016, a matriz norte-americana sinalizou que poderia incluir o Brasil em seu plano de desinvestimentos. A filial brasileira amargou prejuízos por 7 dos 10 anos anteriores. Os problemas na filial brasileira eram estruturais, pois o sistema de hierarquia imposto pela matriz não se adaptou ao mercado brasileiro. Sistemas usados da matriz, por exemplo, não se adaptavam ao modelo tributário brasileiro. Outro erro do grupo, segundo especialistas, foi a demora para absorver as marcas regionais adquiridas (do Bompreço, em 2004, e do Sonae, em 2005). O grupo ainda investiu pesado em hipermercados, em um momento que as lojas de atacarejos começaram a se tornar cada vez mais comuns.

### Venda para o Advent e fim do Walmart Brasil
Em junho de 2018, a rede foi vendida para a empresa de private equity Advent. Na ocasião, a matriz norte-americana ainda possuía uma participação minoritária de 20% na nova empresa. No segundo trimestre de 2018, a rede americana relatou perdas líquidas com a operação brasileira da ordem de US$ 4,5 bilhões. Posteriormente, foi noticiado que a aquisição da filial brasileira não teve custo algum, com o Advent se comprometendo a investir cerca de R$ 2 bilhões na recém adquirida operação.
Em maio de 2019, o varejo on-line do Walmart Brasil foi descontinuado. Na época, o site da rede somente operava no modelo marketplace. Segundo divulgado à imprensa, "a operação de e-commerce hoje representa uma parcela mínima das vendas totais da companhia".
Em agosto de 2019, com dificuldades na gestão do Walmart Brasil, o novo controlador da rede, a empresa de private equity Advent, estudava descartar o nome Walmart. A justificativa eram os royalties, de 0,7%, que o novo controlador teria de pagar ao grupo norte-americano pela utilização de suas marcas. Posteriormente, a empresa confirmou que o nome Walmart Brasil seria abandonado e substituído por BIG. Uma das justificativas, além dos royalties, era o vínculo afetivo com o consumidor do sul (com a marca BIG) e do Nordeste (com a marca Bompreço, posteriormente renomeada para BIG Bompreço). O grupo ainda continuou operando a marca Sam's Club, desta vez pagando royalties menores.

### Aquisição pelo Carrefour
Em março de 2021, os donos do grupo, Advent e Walmart, informaram que chegaram a um acordo com o Carrefour Brasil para venda da operação por R$ 7,5 bilhões. A aquisição seria paga 70% em dinheiro, com o Carrefour adiantando R$ 900 milhões no ato da assinatura, e 30% em ações da rede francesa. Com isso, Walmart e Advent se tornariam sócios minoritários no Grupo Carrefour Brasil, com uma participação próxima de 5,6% no capital.  Em apresentação ao mercado, o Carrefour Brasil destacou que a compra do BIG era complementar a sua atuação (visto que não possuía operações relevantes no Sul e no Nordeste, focos do Grupo BIG) e acrescentaria novos formatos em sua plataforma, como as lojas Sam's Club, de clube de compras, e TodoDia, de soft discount. Além disso, a aquisição traria incrementos na rentabilidades das lojas, com um aumento estimado em 67% para os hipermercados e 69% para as lojas de atacarejo, além de contar com uma possível integração dos cartões Hipercard no ecossistema Carrefour, por meio do Banco CSF.
Em novembro do mesmo ano, o CADE (Conselho Administrativo de Defesa Econômica) determinou que a aquisição, envolvendo Carrefour e BIG, era "complexa" e pediu mais prazo para ser apreciada. Posteriormente, em janeiro de 2022, a Superintendência Geral do órgão recomendou a aprovação da transação, condicionada a venda de algumas unidade do varejo de autosserviço. Por fim, em maio de 2022, o órgão aprovou, com restrições, a compra do Grupo BIG pelo Carrefour Brasil. A decisão foi unânime e está condicionada a venda de determinadas lojas do BIG em cidades como Gravataí, Maceió, Olinda e Recife. O Carrefour, no entanto, já tinha propostas para venda das lojas alvo do desinvestimento do BIG naquela ocasião.
Em 7 de junho de 2022, as negociações foram finalizadas e o Grupo BIG passou a ser subsidiária integral do Grupo Carrefour Brasil.
Em 30 de junho de 2023, o Grupo Carrefour anunciou a conclusão da conversão de 129 lojas anteriomente pertencentes ao Grupo BIG seis meses antes do previsto. As conversões originaram 76 lojas Atacadão, 48 Hipermercados Carrefour e 5 Sam's Club. Com isso foram extintas totalmente as bandeiras Maxxi Atacado, Hipermercado BIG e Hipermercado BIG Bompreço, permancendo apenas as bandeiras Super Bompreço, Nacional e TodoDia.

## Marcas
- BIG
- BIG Bompreço
- Super Bompreço
- Nacional
- Mercadorama
- TodoDia
- Maxxi Atacado
- Sam's Club